# Kap Apostolos Andreas

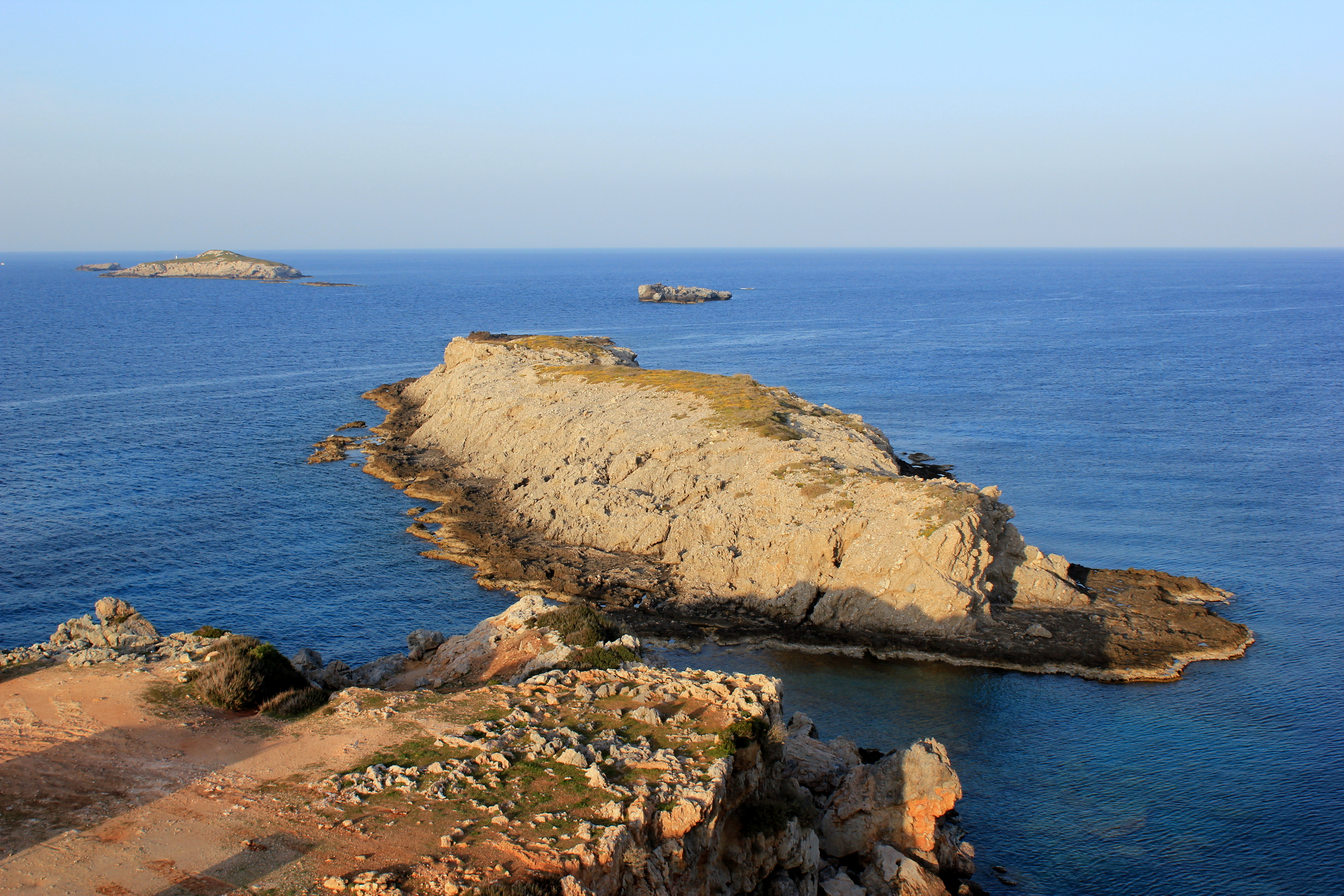
Am Kap Apostolos Andreas

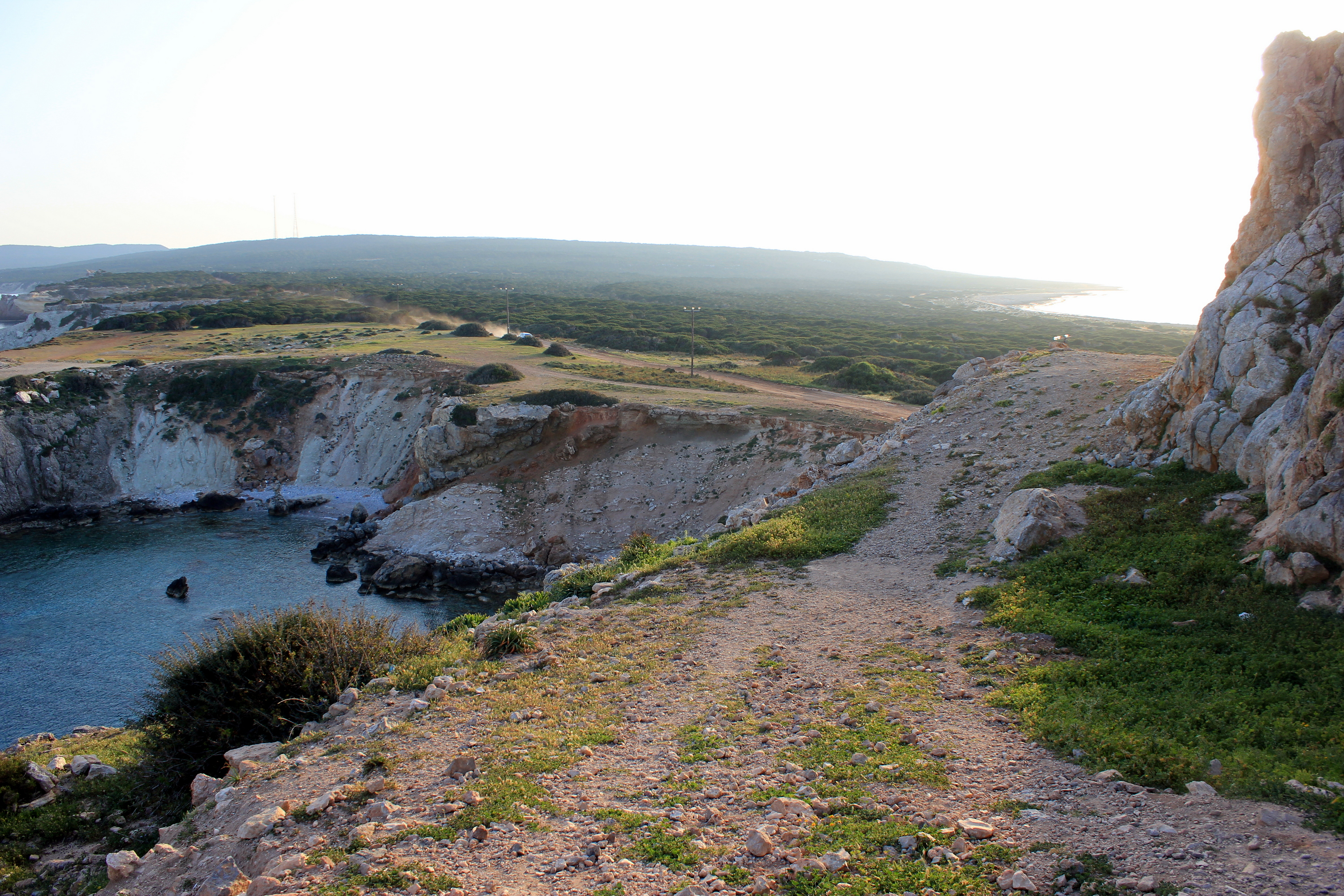
Blick nach Südwesten, rechts die Nordküste

Das Kap Apostolos Andreas, auch Kap Sankt Andreas bildet die Nordostspitze der Mittelmeerinsel Zypern und wurde in der Antike als Kap Dinaretum bezeichnet. Im Neugriechischen heißt es Ακρωτήριο Αποστόλου Ανδρέα, im Türkischen seit der Eroberung der Insel durch die Osmanen 1570/71 Zafer Burnu („Kap des Sieges“). Das Kap befindet sich am Ende der langgestreckten Halbinsel Karpas.
Direkt am Kap befindet sich ein etwa zehn Meter hohes Felsmassiv, auf dem die Flaggen der Türkischen Republik Nordzypern und der Türkei wehen. Der Landspitze vorgelagert sind mehrere unbewohnte felsige Eilande, die Klidhes-Inseln.
Etwa 5 km westlich des Kaps liegt das Kloster Apostolos Andreas, dessen Name auf den Apostel Andreas verweist, der einer Legende nach auf der Reise von Kleinasien nach Cäsarea an diesem Kap Schiffbruch erlitt. Vom Kloster aus führt eine unasphaltierte Straße zum Kap.